# Anna Hellborn
Anna Martina Alexandra Hellborn, tidigare Holmberg, född 9 juni 1869 i Karlshamns församling, Blekinge län, död 1 mars 1955 i Göteborgs och Bohus län, var en svensk rösträttsaktivist. Hon var verksam i kampanjen för införandet av kvinnlig rösträtt i Sverige, och ordförande för Föreningen för kvinnans politiska rösträtt i Gellivare-Malmberget 1907-1913 och i Föreningen för kvinnans politiska rösträtt i Strömstad 1915-1921. 